# VW Caddy (Typ 14D)
Der Caddy (14D) ist ein Nutzfahrzeug von Volkswagen Nutzfahrzeuge. Er wurde von 1979 bis 2007 gebaut. Nachfolger sind die Modelle VW Caddy (9KV) und VW Caddy (9U).

## Geschichte

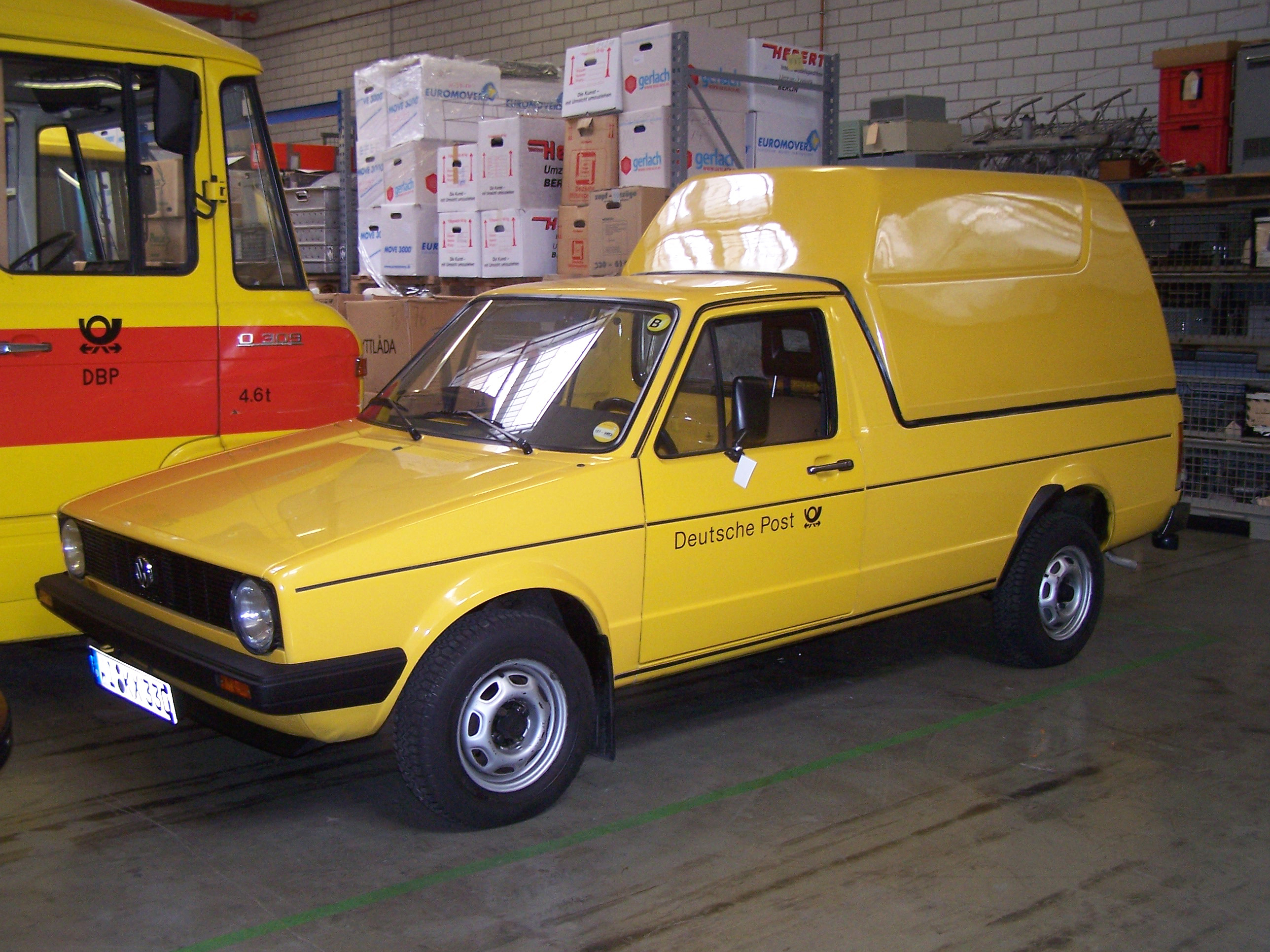
VW Caddy Typ 14D der Deutschen Bundespost im Museumsdepot des Museums für Kommunikation in Heusenstamm

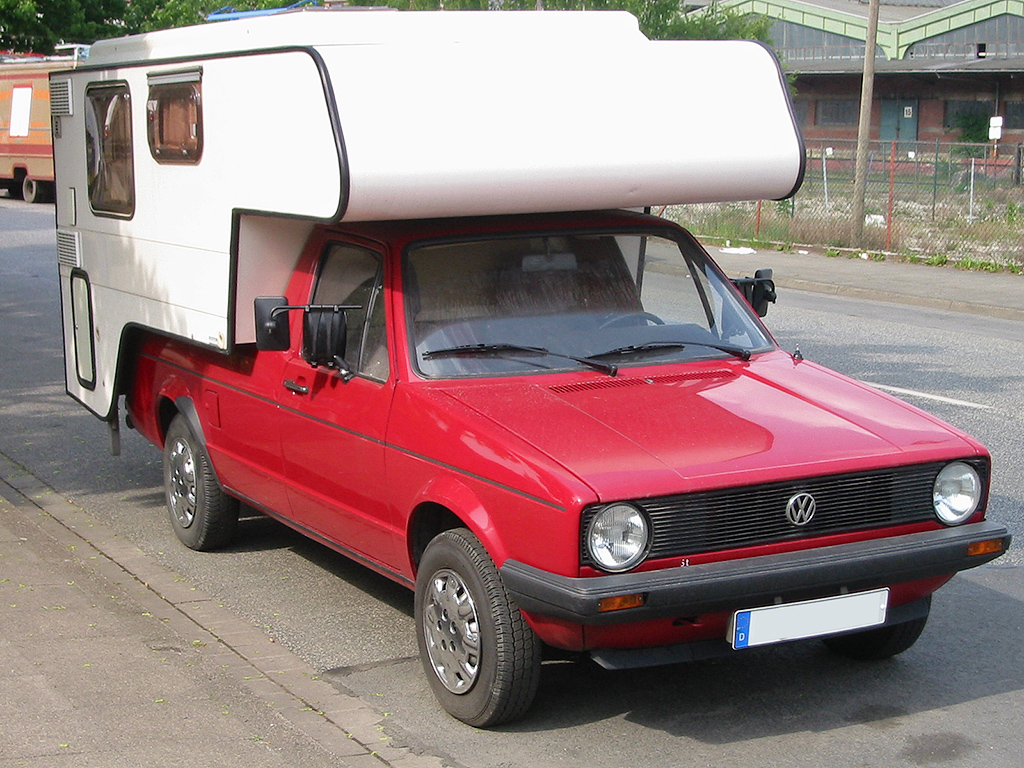
VW Caddy I als Wohnmobil

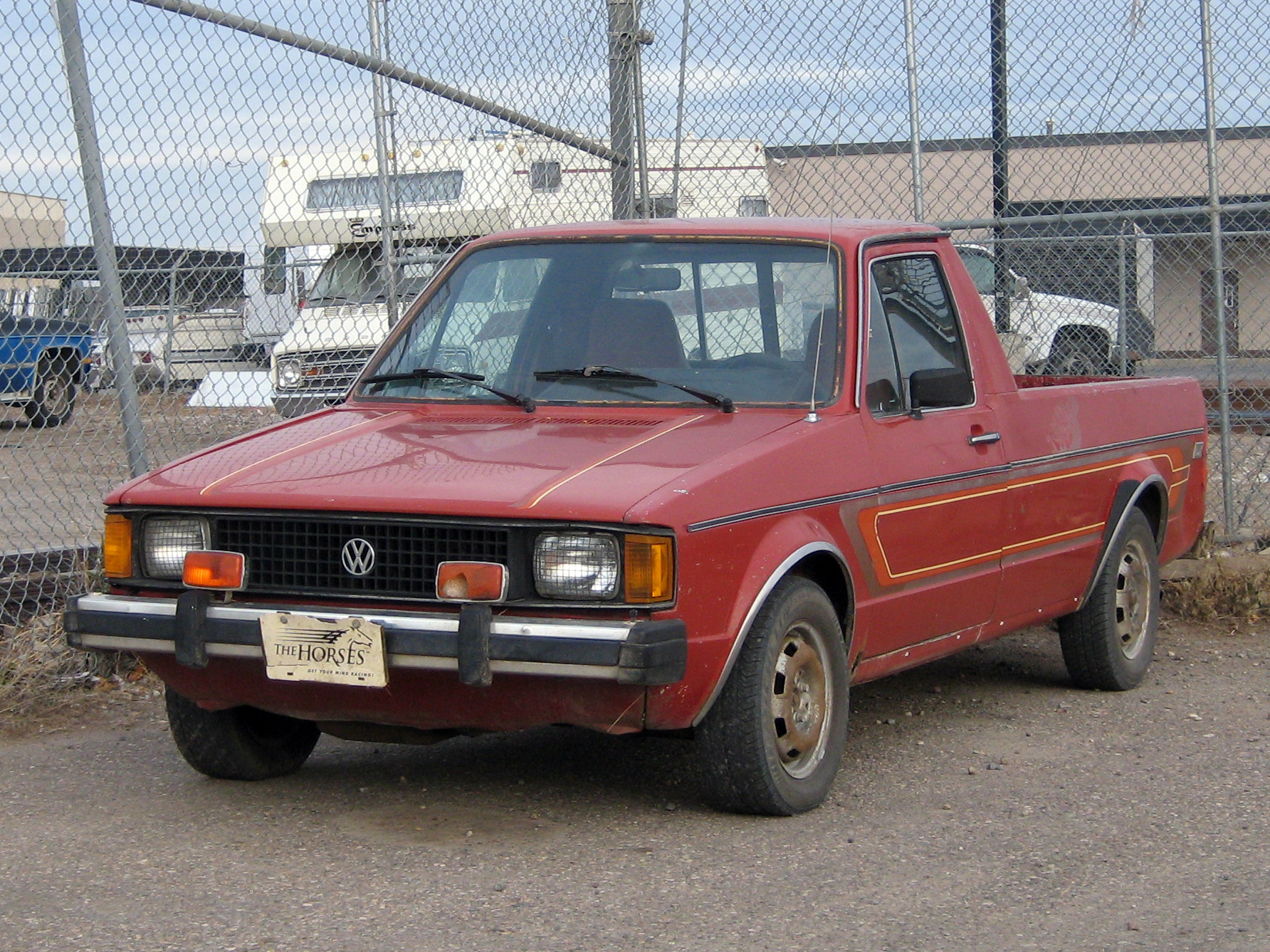
US-Version des VW Caddy

Der erste Caddy wurde ursprünglich für den nordamerikanischen Markt als Rabbit Pick-up konzipiert. Der zweisitzige Pritschenwagen war abgeleitet vom VW Rabbit, der im Westmoreland County (Pennsylvania) gebauten US-Variante des VW Golf I. 1978 vorgestellt, wurde er von 1979 bis 1993 gebaut.
In Europa tauchte der Name Caddy 1983 zum ersten Mal auf, als er bei TAS in Sarajevo fast baugleich mit dem amerikanischen Vorbild gefertigt wurde. Er basierte somit wie der Golf I auf der Plattform PQ31/A1, wurde jedoch hinten mit einer Starrachse an Längs-Blattfedern ausgestattet. Dies ermöglichte eine ebene Ladefläche ohne störende Federdome und eine höhere zulässige Achslast. Für das Fahrerhaus wurden die kürzeren Türen des viertürigen Golf verwendet. Damit endete die Kabine dort, wo sich beim Golf Viertürer die B-Säule befindet, was das Fahrerhaus für größere Fahrer etwas eng erscheinen ließ. Um dieses Manko etwas auszugleichen, war gegen Aufpreis eine nach hinten gewölbte Kunststoff-Heckscheibe erhältlich, die eine flachere Neigung der Rückenlehnen ermöglichte.
Markante Unterschiede im Erscheinungsbild waren die Scheinwerfer: Waren sie beim amerikanischen Modell eckig, so präsentierte sich das europäische Modell mit den typischen runden Scheinwerfern des Golf I. Der Bosnienkrieg beendete diese Produktion 1992. Bis zum Modelljahr 2006/2007 wurde der Caddy I mit modifizierter Front und Einspritzmotoren und Rechtslenkung noch in Südafrika gefertigt.

### Technische Daten
|                               | 1.5                                                                  | 1.6                                                                  | 1.8                                                                  | 1.6 D                                                                |
| ----------------------------- | -------------------------------------------------------------------- | -------------------------------------------------------------------- | -------------------------------------------------------------------- | -------------------------------------------------------------------- |
| Motorbauform                  | R4 Otto                                                              | R4 Otto                                                              | R4 Otto                                                              | R4 Diesel                                                            |
| Hubraum (cm³)                 | 1457                                                                 | 1595                                                                 | 1781                                                                 | 1588                                                                 |
| Bohrung × Hub (mm)            | 79,5 × 73,4                                                          | 81 × 77,4                                                            | 81 × 86,4                                                            | 76,5 × 86,4                                                          |
| Leistung in kW (PS) bei min−1 | 51 (70) bei 5600                                                     | 55 (75) bei 5500                                                     | 70 (95) bei 5200                                                     | 40 (54) bei 4800                                                     |
| Drehmoment (Nm) bei min−1     | 107,9 bei 2500                                                       | 122,6 bei 2500                                                       | 139,3 bei 3000                                                       | 98,1 bei 2300                                                        |
| Ventiltrieb                   | obenliegende Nockenwelle, Antrieb über Zahnriemen, Zweiventiltechnik | obenliegende Nockenwelle, Antrieb über Zahnriemen, Zweiventiltechnik | obenliegende Nockenwelle, Antrieb über Zahnriemen, Zweiventiltechnik | obenliegende Nockenwelle, Antrieb über Zahnriemen, Zweiventiltechnik |
| Gemischaufbereitung           | Fallstromvergaser                                                    | Fallstromvergaser                                                    | K-Jetronic                                                           | Verteiler-Einspritzpumpe                                             |
| Getriebe                      | 4-Gang-Schaltgetriebe / Automatikgetriebe                            | 4-Gang-Schaltgetriebe / Automatikgetriebe                            | 4-Gang-Schaltgetriebe / Automatikgetriebe                            | 4-Gang-Schaltgetriebe / Automatikgetriebe                            |
| Antrieb                       | Frontantrieb                                                         | Frontantrieb                                                         | Frontantrieb                                                         | Frontantrieb                                                         |
| Bereifung                     | 165 SR 13 auf 5 J x 13                                               | 165 SR 13 auf 5 J x 13                                               | 165 SR 13 auf 5 J x 13                                               | 165 SR 13 auf 5 J x 13                                               |
| Bremsanlage                   | Scheiben vorne, Trommeln hinten                                      | Scheiben vorne, Trommeln hinten                                      | Scheiben vorne, Trommeln hinten                                      | Scheiben vorne, Trommeln hinten                                      |
| Spurweite v/h (mm)            | 1390/1375                                                            | 1390/1375                                                            | 1390/1375                                                            | 1390/1375                                                            |
| Radstand (mm)                 | 2625                                                                 | 2625                                                                 | 2625                                                                 | 2625                                                                 |
| L × B × H (mm)                | 4370 × 1640 × 1430                                                   | 4370 × 1640 × 1430                                                   | 4370 × 1640 × 1430                                                   | 4370 × 1640 × 1430                                                   |
| L × B × H (mm) mit Hardtop    | 4370 × 1640 × 1905                                                   | 4370 × 1640 × 1905                                                   | 4370 × 1640 × 1905                                                   | 4370 × 1640 × 1905                                                   |
| Leergewicht (kg)              | 1000–1080                                                            | 1000–1080                                                            | 1000–1080                                                            | 1000–1080                                                            |
| Nutzlast (kg)                 | 545–625                                                              | 545–625                                                              | 545–625                                                              | 545–625                                                              |
| Beschleunigung 0–100 km/h (s) | 16–23,9                                                              | 16–23,9                                                              | 16–23,9                                                              | 16–23,9                                                              |
| Höchstgeschwindigkeit (km/h)  | 131–155                                                              | 131–155                                                              | 131–155                                                              | 131–155                                                              |
| Ladefläche (m²)               | 2,4                                                                  | 2,4                                                                  | 2,4                                                                  | 2,4                                                                  |

## Produktionszahlen Caddy
Gesamtproduktion 94.659 Fahrzeuge von 1982 bis 1992
| Jahr   | 1982  | 1983   | 1984  | 1985   | 1986   | 1987  | 1988   | 1989  | 1990  | 1991  | 1992  | Summe  |
| ------ | ----- | ------ | ----- | ------ | ------ | ----- | ------ | ----- | ----- | ----- | ----- | ------ |
| Benzin | 1.040 | 3.801  | 3.767 | 3.781  | 3.850  | 3.482 | 4.452  |       |       |       |       |        |
| Diesel | 1.896 | 6.856  | 5.949 | 8.081  | 9.499  | 6.176 | 6.452  |       |       |       |       |        |
| Summe  | 2.936 | 10.657 | 9.716 | 11.862 | 13.349 | 9.658 | 10.904 | 9.179 | 8.357 | 6.396 | 1.645 | 94.659 |

## Umbauten
Der Caddy ist ein beliebtes Umbauobjekt, da bis zur B-Säule die meisten Teile des Golf I verwendbar und gebrauchte Teile aus verschrotteten Golfs günstig zu bekommen waren. Tieferlegungen, Verbreiterungen und Motorumbauten bis hin zum GTI-Motor waren daher keine Seltenheit.